# Atentados de Beirute em 2015
Em 12 de novembro de 2015, dois homens-bomba detonaram explosivos em Bourj el-Barajneh, um subúrbio na zona sul de Beirute, no Líbano, região habitada principalmente por muçulmanos xiitas e controlada pelo Hezbollah. Relatórios do número de mortes variam de 37 a 43. O grupo Estado Islâmico do Iraque e do Levante assumiu a responsabilidade pelos ataques.
As explosões foram o pior ataque terrorista em Beirute desde o fim da Guerra Civil Libanesa, além de ter acontecido doze dias após o bombardeio de um avião de passageiros russo sobre a Península do Sinai que matou 224 pessoas e um dia antes dos ataques em Paris, que mataram 136 pessoas. O Estado Islâmico também reivindicou a responsabilidade por estes ataques.
Cerca de 48 horas depois do ataque, a Força de Segurança Interna prendeu onze pessoas, principalmente sírios, por conta do ataque e, depois, anunciou a detenção de dois outros suspeitos sírios e libaneses. Eles foram presos em um campo de refugiados palestinos localizado em Burj al-Barajneh e em um apartamento na zona leste da capital libanesa, que pode ter sido usado para preparar os cintos explosivos. O plano inicial era aparentemente enviar cinco homens-bomba para um hospital no bairro, mas a segurança pesada obrigou-os a mudar o destino para uma área densamente povoada.